# Draft de la NBA de 2000
El Draft de la NBA de 2000 se celebró el 28 de junio de ese mismo año en Minneapolis, Minnesota. Está considerado como el peor draft desde el de 1986, por la escasa cantidad de jugadores convertidos posteriormente en All Star. Tan solo tres jugadores han participado de dicho evento entre las dos rondas. 

## Primera ronda

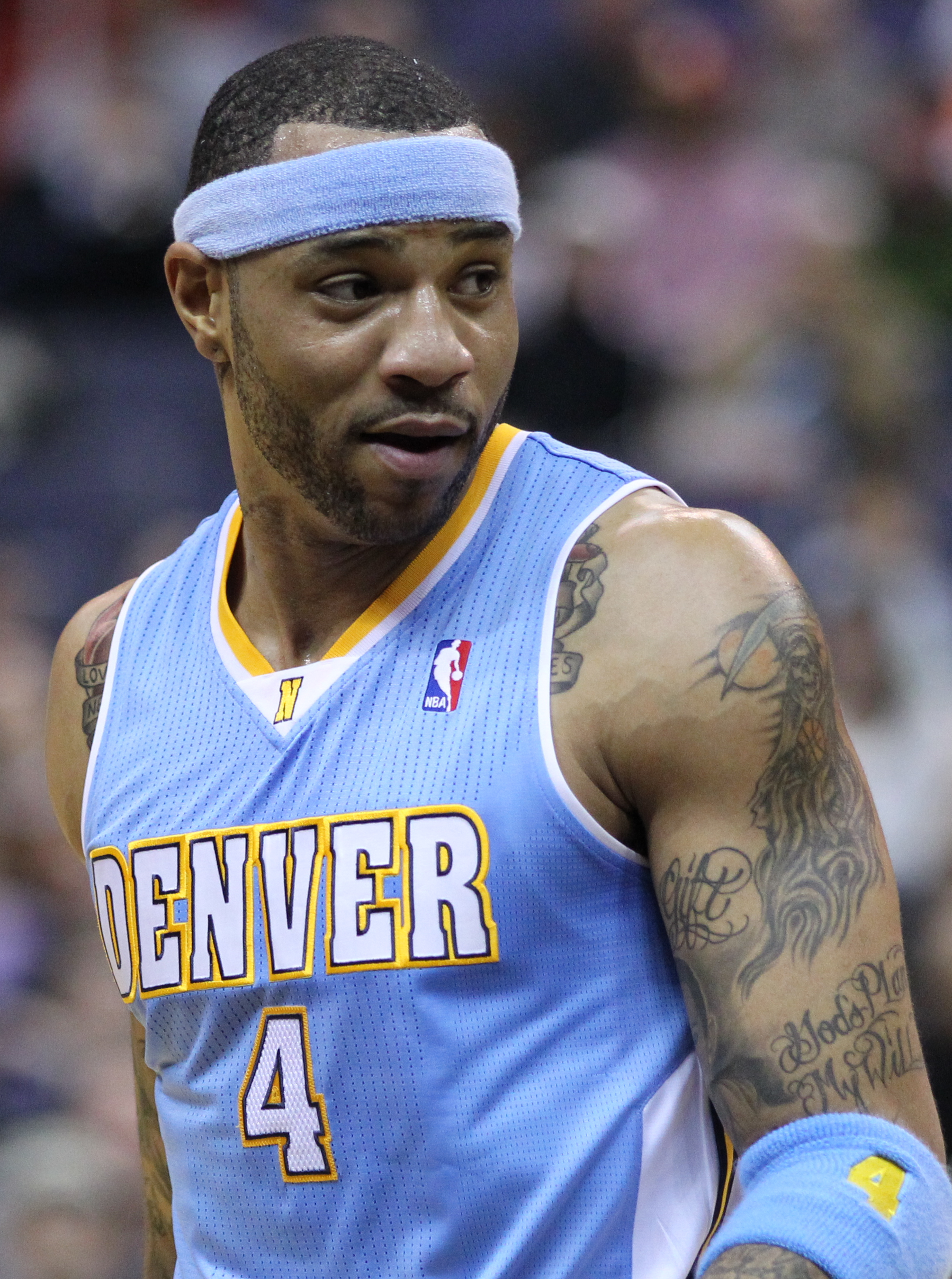
Kenyon Martin, la 1ª elección.

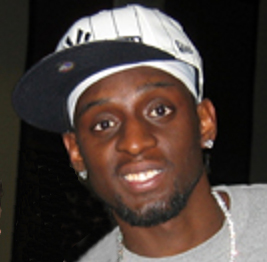
Darius Miles, la 3ª elección.

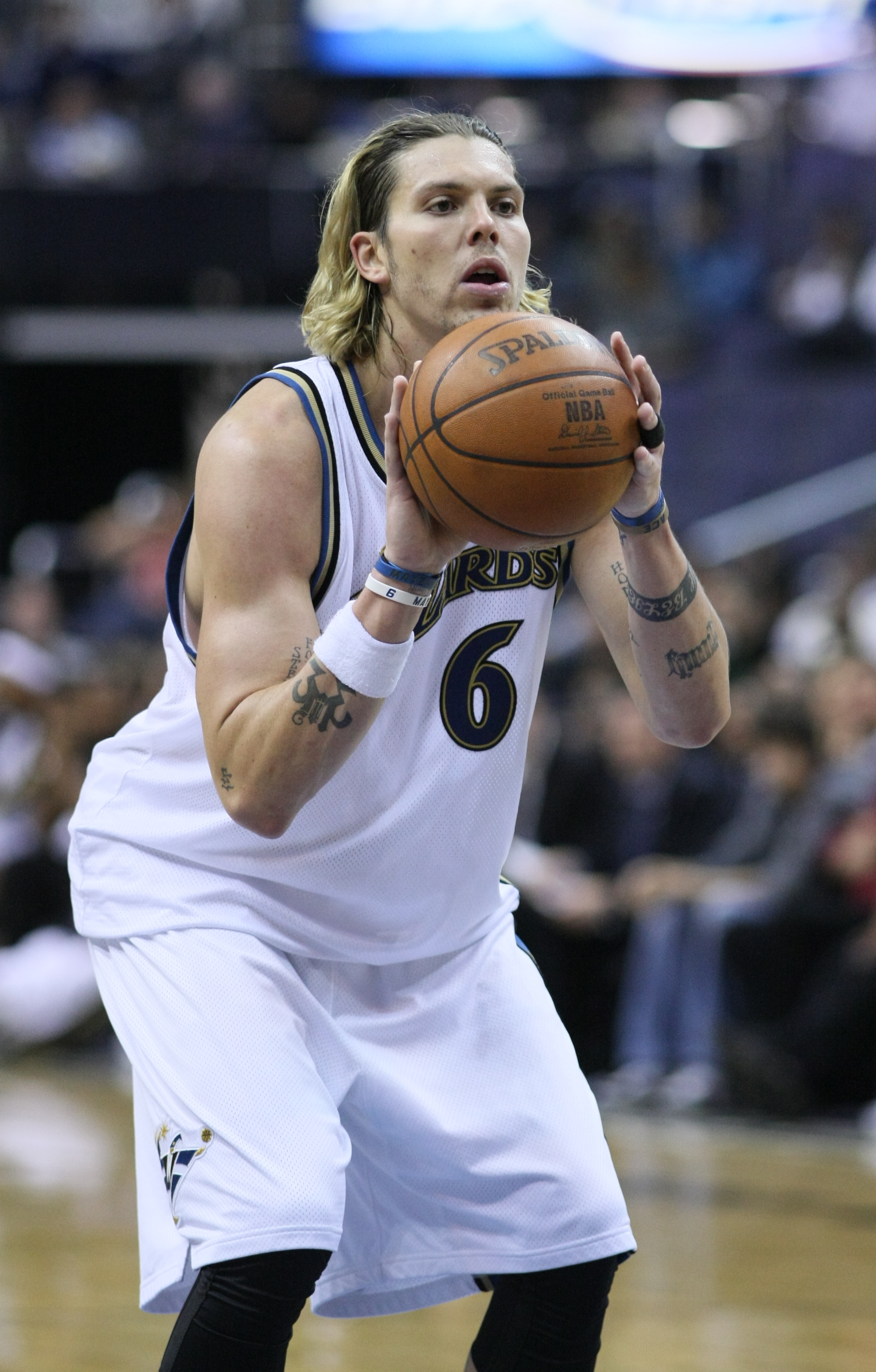
Mike Miller, la 5ª elección.

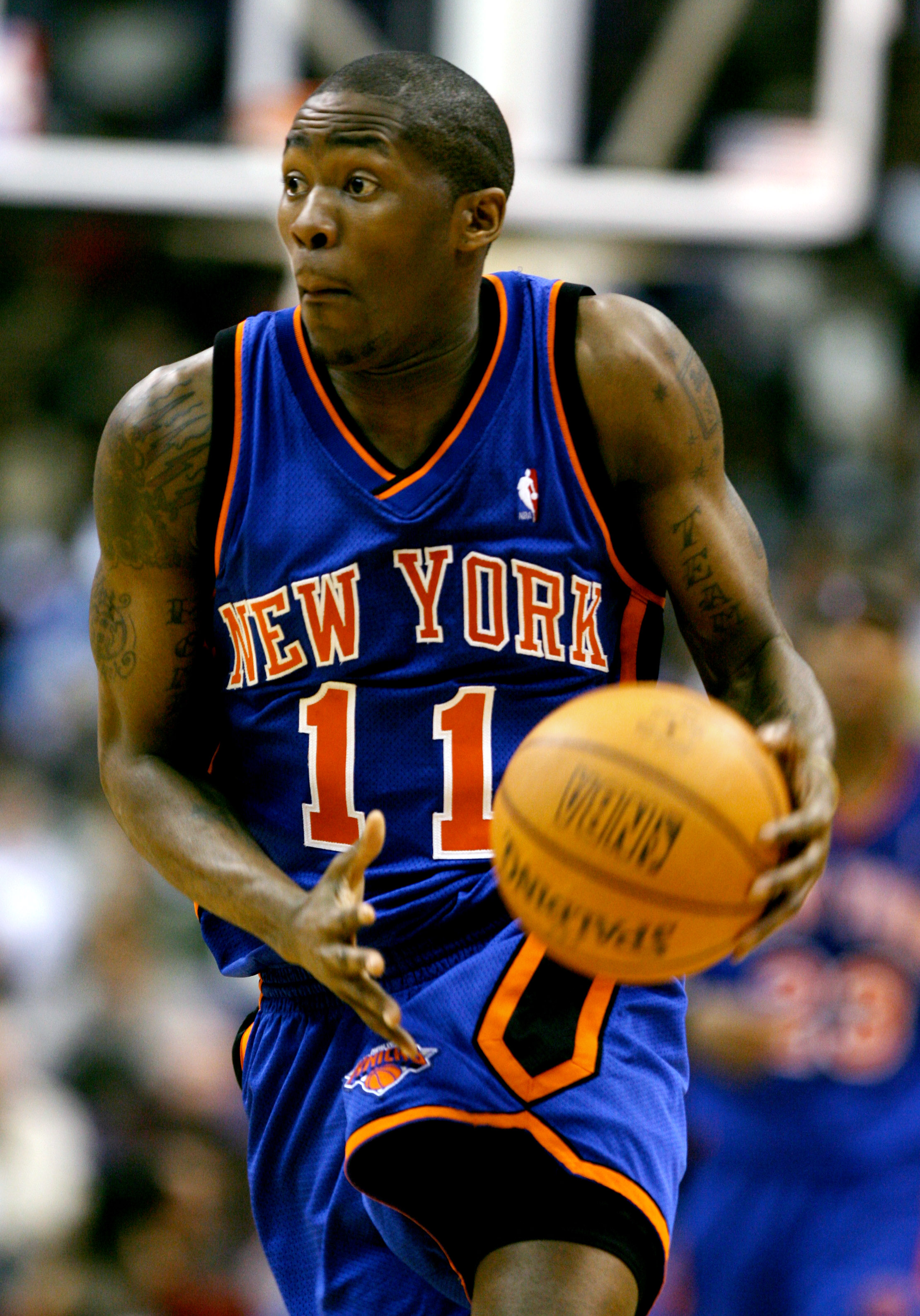
Jamal Crawford, la 8ª elección.

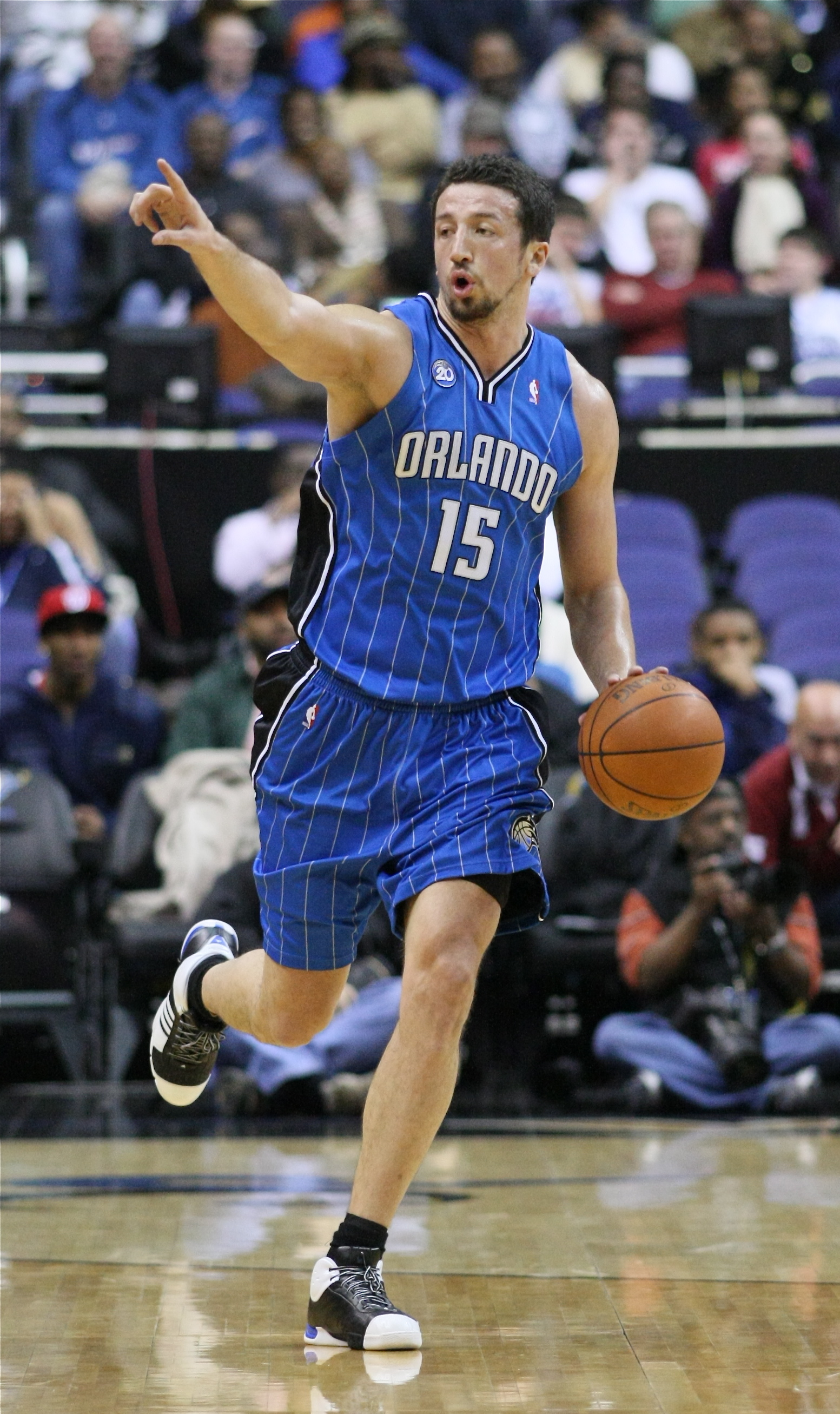
Hedo Türkoğlu, la 16ª elección.

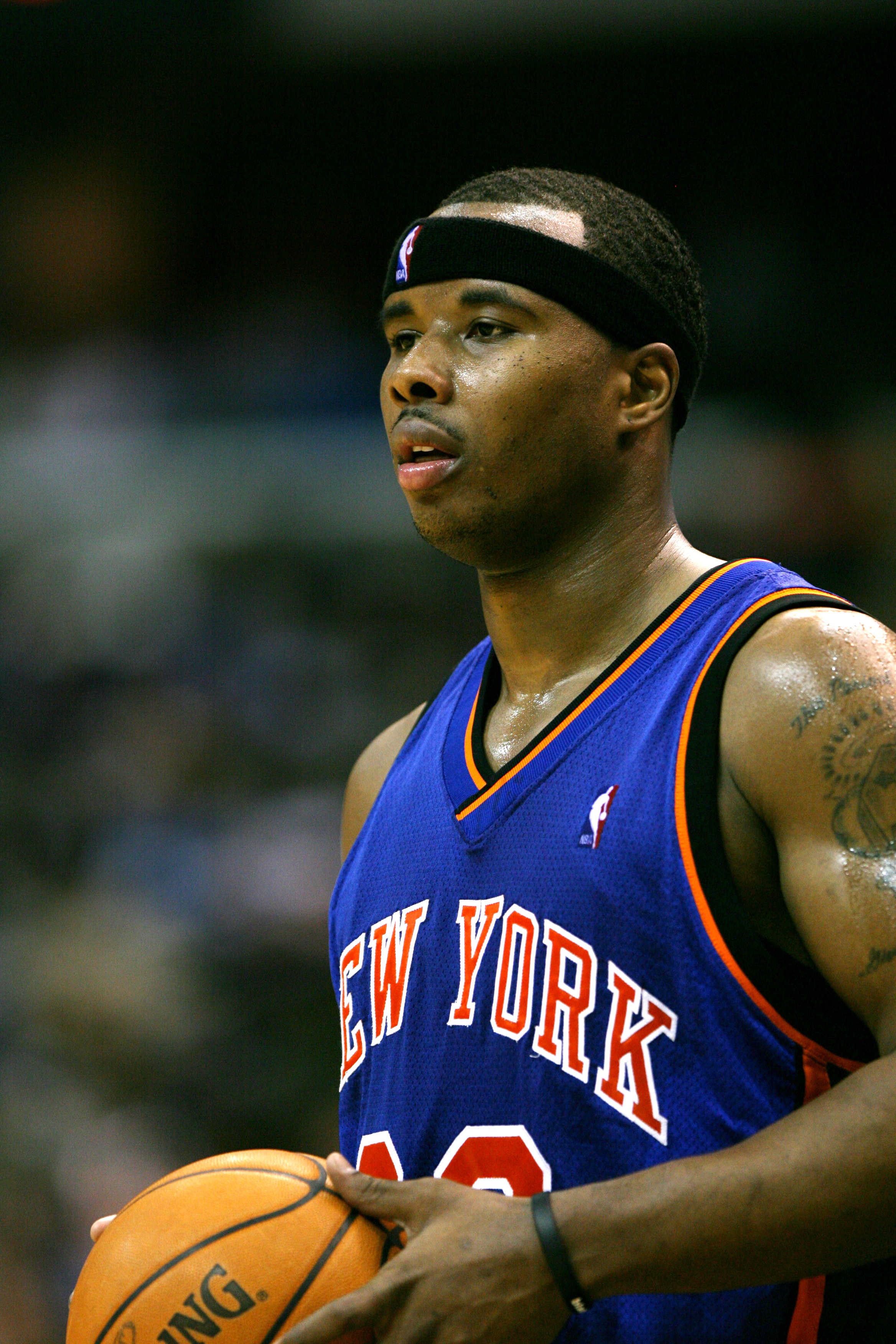
Quentin Richardson, la 18ª elección.

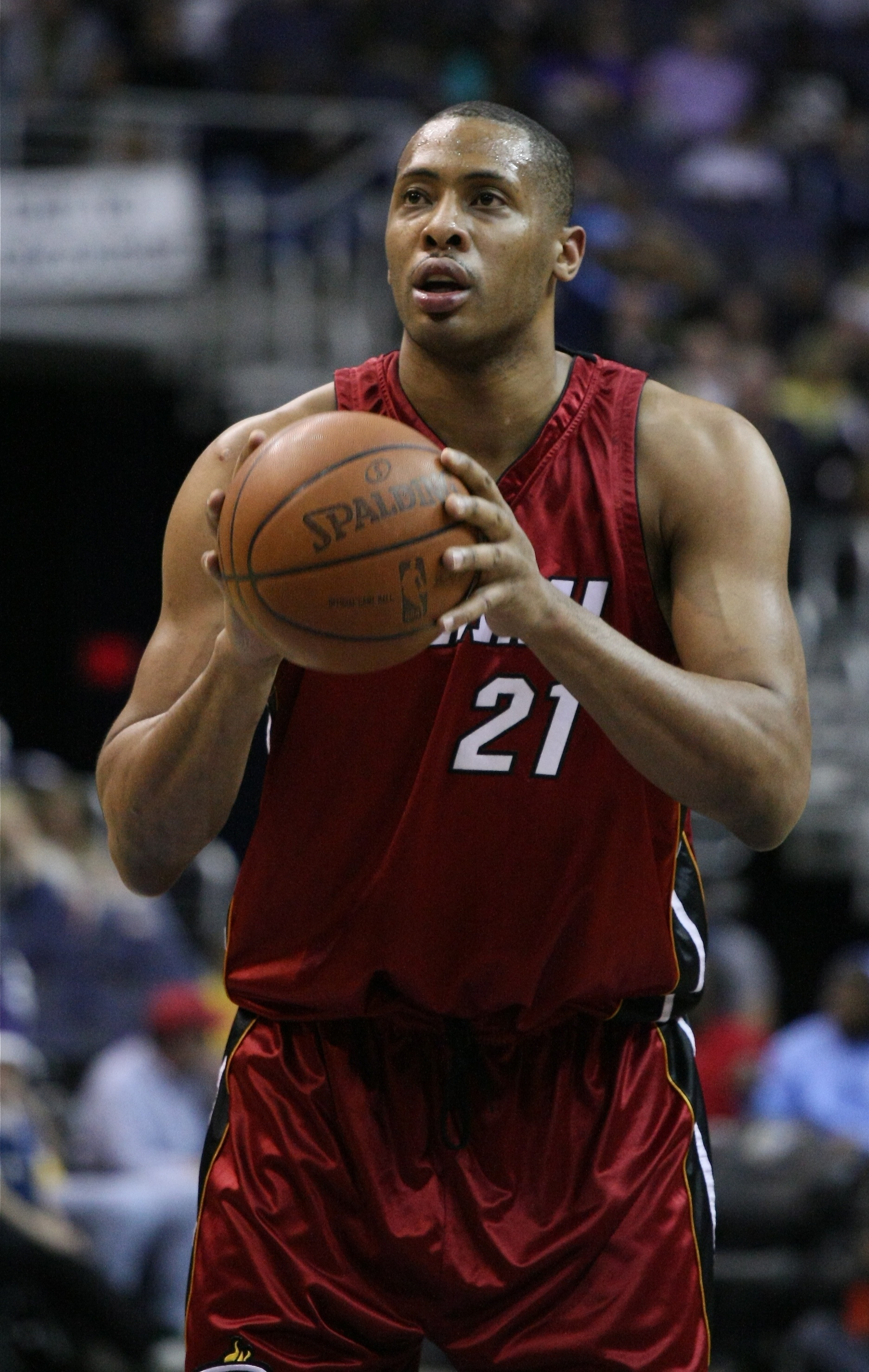
Jamaal Magloire, la 19ª elección.

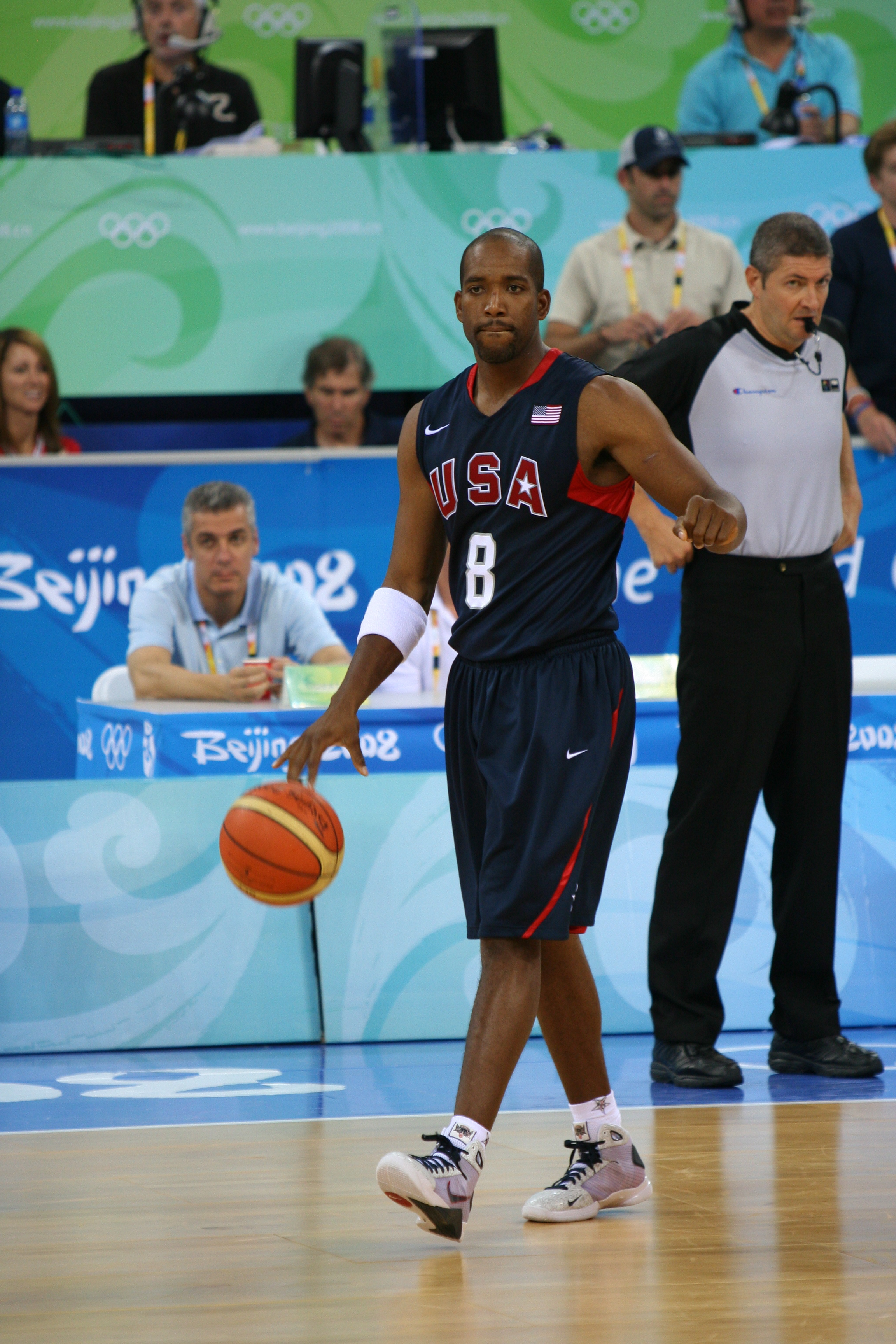
Michael Redd, la 43.ª elección.

|  | Denota jugador que ha sido seleccionado al menos en un All-Star Game y un Mejor Quinteto de la NBA |
|  | Denota jugador que ha sido seleccionado al menos en un All-Star Game                               |
|  | Indica jugador que ganó el premio de Rookie del Año de la NBA                                      |
|  | Denota jugador que nunca ha jugado en la NBA                                                       |

| Pick | Jugador                    | Nacionalidad   | Equipo de la NBA                                                                                  | Origen (Universidad/club)        |
| ---- | -------------------------- | -------------- | ------------------------------------------------------------------------------------------------- | -------------------------------- |
| 1    | Kenyon Martin (PF)         | Estados Unidos | New Jersey Nets                                                                                   | Cincinnati                       |
| 2    | Stromile Swift (PF/C)      | Estados Unidos | Vancouver Grizzlies                                                                               | LSU                              |
| 3    | Darius Miles (SF/SG)       | Estados Unidos | Los Angeles Clippers                                                                              | East St. Louis HS (Illinois)     |
| 4    | Marcus Fizer (PF)          | Estados Unidos | Chicago Bulls                                                                                     | Iowa State                       |
| 5    | Mike Miller (SF/SG)        | Estados Unidos | Orlando Magic                                                                                     | Florida                          |
| 6    | DerMarr Johnson (SG/SF)    | Estados Unidos | Atlanta Hawks                                                                                     | Cincinnati                       |
| 7    | Chris Mihm (C/PF)          | Estados Unidos | Chicago Bulls (traspasado a Cleveland por Jamal Crawford y dinero)                                | Texas                            |
| 8    | Jamal Crawford (SG)        | Estados Unidos | Cleveland Cavaliers (traspasado a Chicago por Chris Mihm)                                         | Michigan                         |
| 9    | Joel Przybilla (C)         | Estados Unidos | Houston Rockets (traspasado a Milwaukee por Jason Collier y una futura ronda de draft)            | Minnesota                        |
| 10   | Keyon Dooling (SG)         | Estados Unidos | Orlando Magic (desdeDenver, traspasado a L.A. Clippers con Corey Maggette, Derek Strong y dinero) | Missouri                         |
| 11   | Jérome Moïso (PF)          | Francia        | Boston Celtics                                                                                    | UCLA                             |
| 12   | Etan Thomas (PF/C)         | Estados Unidos | Dallas Mavericks                                                                                  | Syracuse                         |
| 13   | Courtney Alexander (SG)    | Estados Unidos | Orlando Magic (traspasado a Dallas por una futura elección de draft)                              | Fresno State                     |
| 14   | Mateen Cleaves (PG)        | Estados Unidos | Detroit Pistons                                                                                   | Michigan State                   |
| 15   | Jason Collier (C)          | Estados Unidos | Milwaukee Bucks (traspasado a Houston por Joel Przybilla)                                         | Georgia Tech                     |
| 16   | Hedo Türkoğlu (SF)         | Turquía        | Sacramento Kings                                                                                  | Efes Pilsen (Turquía)            |
| 17   | Desmond Mason (SF/SG)      | Estados Unidos | Seattle SuperSonics                                                                               | Oklahoma State                   |
| 18   | Quentin Richardson (SF/SG) | Estados Unidos | Los Angeles Clippers (desde Toronto vía Atlanta, Philadelphia y New York)                         | DePaul                           |
| 19   | Jamaal Magloire (C)        | Canadá         | Charlotte Hornets                                                                                 | Kentucky                         |
| 20   | Speedy Claxton (PG)        | Estados Unidos | Philadelphia 76ers                                                                                | Hofstra                          |
| 21   | Morris Peterson (SF/SG)    | Estados Unidos | Toronto Raptors (desde Minnesota)                                                                 | Michigan State                   |
| 22   | Donnell Harvey (SF)        | Estados Unidos | New York Knicks (traspasado con John Wallace a Dallas por Erick Strickland y Pete Mickeal)        | Florida                          |
| 23   | DeShawn Stevenson (SG)     | Estados Unidos | Utah Jazz (desde Miami)                                                                           | Washington Union HS (Fresno (CA) |
| 24   | Dalibor Bagarić (C)        | Croacia        | Chicago Bulls (from San Antonio)                                                                  | KK Zagreb (Croacia)              |
| 25   | Jake Tsakalidis (C)        | Grecia         | Phoenix Suns                                                                                      | AEK (Grecia)                     |
| 26   | Mamadou N'Diaye (C)        | Senegal        | Denver Nuggets (desde Utah)                                                                       | Auburn                           |
| 27   | Primoz Brezec (C)          | Eslovenia      | Indiana Pacers                                                                                    | Olimpija (Eslovenia)             |
| 28   | Erick Barkley (PG)         | Estados Unidos | Portland Trail Blazers                                                                            | St. John's                       |
| 29   | Mark Madsen (PF)           | Estados Unidos | Los Angeles Lakers                                                                                | Stanford                         |

## Segunda ronda
| Pick | Jugador               | Nacionalidad   | Equipo de la NBA                                                                                          | Origen (Universidad/club)           |
| ---- | --------------------- | -------------- | --- | ----------------------------------- |
| 30   | Marko Jarić (G)       | Yugoslavia     | Los Angeles Clippers                                                                                      | Fortitudo Bologna (Italia)          |
| 31   | Dan Langhi (PF)       | Estados Unidos | Dallas Mavericks (desde Chicago, traspasado a Houston por Eduardo Nájera y una futura elección del draft) | Vanderbilt                          |
| 32   | A.J. Guyton (PG)      | Estados Unidos | Chicago Bulls (desde Golden State)                                                                        | Indiana                             |
| 33   | Jake Voskuhl (C)      | Estados Unidos | Chicago Bulls (desde Vancouver vía Houston)                                                               | UConn                               |
| 34   | Khalid El-Amin (PG)   | Estados Unidos | Chicago Bulls (desdeAtlanta)                                                                              | UConn                               |
| 35   | Mike Smith (F)        | Estados Unidos | Washington Wizards                                                                                        | Louisiana-Monroe                    |
| 36   | Soumaila Samake (C)   | Mali           | New Jersey Nets                                                                                           | Cincinnati Stuff (IBL)              |
| 37   | Eddie House (SG)      | Estados Unidos | Miami Heat (desde Cleveland vía Denver)                                                                   | Arizona State                       |
| 38   | Eduardo Nájera (SF)   | México         | Houston Rockets (traspasado a Dallas por Dan Langhi)                                                      | Oklahoma                            |
| 39   | Lavor Postell (SG)    | Estados Unidos | New York Knicks (desde Boston)                                                                            | St. John's                          |
| 40   | Hanno Möttölä (SF/PF) | Finlandia      | Atlanta Hawks (desde Denver)                                                                              | Utah                                |
| 41   | Chris Carrawell (SG)  | Estados Unidos | San Antonio Spurs (desde Orlando)                                                                         | Duke                                |
| 42   | Olumide Oyedeji (PF)  | Nigeria        | Seattle SuperSonics                                                                                       | Würzburg (Alemania)                 |
| 43   | Michael Redd (SG)     | Estados Unidos | Milwaukee Bucks                                                                                           | Ohio State                          |
| 44   | Brian Cardinal (PF)   | Estados Unidos | Detroit Pistons                                                                                           | Purdue                              |
| 45   | Jabari Smith (C)      | Estados Unidos | Sacramento Kings                                                                                          | LSU                                 |
| 46   | DeeAndre Hulett (G)   | Estados Unidos | Toronto Raptors                                                                                           | College of the Sequoias             |
| 47   | Josip Sesar (G)       | Croacia        | Seattle SuperSonics (traspasado a Boston por dos futuras elecciones de draft)                             | Cibona Zagreb (Croacia)             |
| 48   | Mark Karcher (PG)     | Estados Unidos | Philadelphia 76ers                                                                                        | Temple                              |
| 49   | Jason Hart (PG)       | Estados Unidos | Milwaukee Bucks (desde Charlotte)                                                                         | Syracuse                            |
| 50   | Kaniel Dickens (F)    | Estados Unidos | Utah Jazz (desde New York)                                                                                | Idaho                               |
| 51   | Igor Rakočević (G)    | Yugoslavia     | Minnesota Timberwolves                                                                                    | Estrella Roja Belgrado (Yugoslavia) |
| 52   | Ernest Brown (C)      | Estados Unidos | Miami Heat                                                                                                | Indian Hills CC                     |
| 53   | Dan McClintock (C)    | Estados Unidos | Denver Nuggets (desde Phoenix)                                                                            | Northern Arizona                    |
| 54   | Cory Hightower (G)    | Estados Unidos | San Antonio Spurs (traspasado a L.A. Lakers por dos futuras elecciones de draft)                          | Indian Hills CC                     |
| 55   | Chris Porter (F)      | Estados Unidos | Golden State Warriors (desde Utah)                                                                        | Auburn                              |
| 56   | Jaquay Walls (G)      | Estados Unidos | Indiana Pacers                                                                                            | Colorado                            |
| 57   | Scoonie Penn (G)      | Estados Unidos | Atlanta Hawks                                                                                             | Ohio State                          |
| 58   | Pete Mickeal (F)      | Estados Unidos | Dallas Mavericks (desde L.A. Lakers, traspasado a New York)                                               | Cincinnati                          |

## Jugadores destacados no incluidos en el draft
Estos jugadores no fueron seleccionados en el draft de la NBA de 2000, pero han jugado al menos un partido en la NBA.
| Jugador           | Pos. | Nacionalidad             | Universidad/Club     |
| ----------------- | ---- | ------------------------ | -------------------- |
| Malik Allen       | PF   | Estados Unidos           | Villanova (Sr.)      |
| Desmond Ferguson  | G/F  | Estados Unidos           | Detroit (Sr.)        |
| Richie Frahm      | SG   | Estados Unidos           | Gonzaga (Sr.)        |
| Eddie Gill        | PG   | Estados Unidos           | Weber State (Sr.)    |
| Paul McPherson    | G    | Estados Unidos           | DePaul (Jr.)         |
| Terrance Roberson | SF   | Estados Unidos           | Fresno State (Sr.)   |
| Guy Rucker        | C    | Estados Unidos           | Iowa (Jr.)           |
| Pepe Sanchez      | PG   | Argentina                | Temple (Sr.)         |
| Alex Scales       | G    | Estados Unidos           | Oregon (Sr.)         |
| Ime Udoka         | SF   | Estados Unidos / Nigeria | Portland State (Sr.) |